# كهلان

كهلان: قبيلة من بني سبأ، عُرف كهلان بفضل ثمانية نقوش عثر عليها في مأرب، تعود للفترة الوسيطة من تاريخ سبأ (300 ق م - 300م)، وجميع النقوش تبدأ بلفظ "سبأ كهلان". وجاء في النقش (Ja 735):«سبأ كهلان هم أسياد أرض مأرب وأوديتها». وفي النصف الثاني من القرن الثالث الميلادي زمن شمر يهرعش، شهدت مأرب موسم من الجفاف لم يسبق له مثيل امتد ثلاث سنين، وقد سجل النقش (Ja 653) صلاة الاستسقاء التي قامت بها قبيلة كهلان سبأ، وقد لبي الإله المقه صلوات القبيلة وهطلت الأمطار في نفس اليوم، كما أتى في النقش (Ja 851) شكر قبيلة كهلان الإله المقه على تحقيق صلواتهم بإنزال المطر لسبعة أعوام. وجاء في النقش (Ja 656) أن كهلان سبأ كانت ضمن جيش شمر يهرعش لمحاربة حضرموت. وتختفي كهلان من النقوش في القرن الرابع الميلادي، وآخر نقش ذكروا فيه رقم (Ja 668) زمن ذمار علي يهبر الثاني.
وعند النسابة هو كهلان بن سبأ بن يشجب بن يعرب ابن قحطان، وفي بنوه العددُ، ومعظم قبائلها متشعبة من زيد بن كهلان، وفي ذلك قال جواد علي:« وتنتسب قبائل كثيرة من اليمن إلى كهلان بن سبأ، وكهلان هو شقيق حمير، فهناك إذنْ صلة بين قبائل حمير وقبائل كهلان. ويذكر النسابون أن بني كهلان وبني حمير كانوا يتداولون الملك في بادئ الأمر بينهم، ثم انفرد به بنو حمير، وبقيت بطون كهلان في حكمهم في اليمن. فلما تقلص ملك حمير، صارت الرياسة على العرب البادية لبني كهلان، لما كانوا بادين لم يأخذ ترف الحضارة منهم».
وقد تداول بنو كهلان وإخوتهم حمير بن سبأ الملك أوَّل أمرهم، ثم انفرد بنو حمير به، وبقيت بطون بني كهلان تحت مملكتهم باليمن، ثم لمَّا تقلَّص ملك حمير، بقيت الرِّياسة لبني كهلان، ثم انتهت إلى كندة ملك اليمن والحجاز. وفي ذلك يقول الزركلي: «كهلان بن سبأ، من يعرب، من قحطان: جد جاهلي قديم. بنوه قبائل ضخمة جدا، منها " همدان " و " الأزد " وطيئ " و " مذحج ". كانت لهم إمارة أطراف اليمن وثغورها. ولما تقلص ملك " حمير " بقيت رياسة البادية لبني كهلان ».

## خلفية تاريخية
في خط المسند «كهلن» أي كهلان، قد وردت كابن لسبأ، كما وردت كهلان كقبيلة سبئية في القرن الأول للميلاد، وجاء في النقش (Ja 735): «كهلان هم أسياد أرض مأرب وأوديتها».

## النسب
- كهلان بن سبأ بن يشجب بن يعرب بن قحطان.[15][16]

### فروع قبائل كهلان
بنو كهلان بن سبأ فيهم العدد والجمهرة، وفي ذلك قال ابن سعيد المغربي: «كهلان أهل العدد والقبائل الكثيرة في أقطار المشرق والمغرب، وعظماء قبائلها الكبار: الأزد، وطيء، ومذحج، وهمدان، ثم كندة، ثم مراد». ولكهلان عدد من الإخوة، قال ابن حزم: «فولد سبأ: كهلان والعرنجج وهو حمير وفيهما العدد والجمهرة، وريدان، وعبد اللّه، والنعمان، والمولود، ويشجب، ورهم، وشدّاد، وربيعة».

#### مشجرة وهب بن منبه
قال وهب بن منبه:«ولد كهلان: زيداً، فولد زيد: مالكاً، وولد مالك: نبتاً وعربياً والخيار. فولد نبت بن مالك كهلان: الغوث، وولد الغوث: الأزد والقدر. وولد عريب بن مالك بن زيد بن كهلان بن سبأ. فولد عريب: يشجب. وولد يشجب: زيداً. فولد زيد: ادداً، فولد أدد: مالكاً - وهو مذحج - ومرة والأشعر. فولد مرة: الحارث. وولد الحارث: عدياً ولخماً وجذاماً وعاملة وعميراً - وهو أبو كندة - فهؤلاء ولد عدي بن الحارث بن مرة بن ادد. وولد الخيار بن مالك بن زيد بن كهلان: رئيساً ومالكاً ابني الخيار. فولد رئيس: ربيعة. فولد ربيعة: أوسلة. وولد أوسلة: همدان والهان - فهؤلاء ولد الخيار».
- الأزد بن الغوث بن نبت بن مالك بن زيد بن كهلان.
- همدان بن أوسلة بن ربيعة بن رئيس بن الخيار بن مالك بن زيد بن كهلان.
- ألهان بن أوسلة بن ربيعة بن رئيس بن الخيار بن مالك بن زيد بن كهلان.
- مذحج وهو مالك بن أدد بن زيد بن يشجب بن عريب بن مالك بن زيد بن كهلان.
- طيء وهو جلهمة بن ٿدد بن زيد بن يشجب بن عريب بنمالك بن زيد بن كهلان
- الأشعر بن أدد بن زيد بن يشجب بن عريب بن مالك بن زيد بن كهلان
- كندة وهو عمير بن عدي بن الحارث بن مُرة بن أدد بن زيد بن يشجب بن عريب بن مالك بن زيد بن كهلان.
- عاملة بن عدي بن الحارث بن مُرة بن أدد بن زيد بن يشجب بن عريب بن مالك بن زيد بن كهلان.
- جذام بن عدي بن الحارث بن مُرة بن أدد بن زيد بن يشجب بن عريب بن مالك بن زيد بن كهلان.
- لخم بن عدي بن الحارث بن مُرة بن أدد بن زيد بن يشجب بن عريب بن مالك بن زيد بن كهلان.

#### مشجرة ابن الكلبي
قسم ابن الكلبي كهلان إلى عريب ومالك. وتبعه في مشجرته ابن حزم وطائفة من النسابة. وهم عند ابن الكلبي كالآتي:
- الأزد بن الغوث بن نبت بن مالك بن زيد بن كهلان.
- همدان بن مالك بن زيد بن أوسلة بن ربيعة بن الخيار بن مالك بن زيد ابن كهلان.
- ألهان بن مالك بن زيد بن أوسلة بن ربيعة بن الخيار بن مالك بن زيد ابن كهلان.
- خثعم وبجيلة وهم بنو أنمار بن إراش بن عمرو بن الغوث بن نبت بن مالك بن زيد بن كهلان.
- الأشعر وهو نبت بن أدد بن زيد بن يشجب بن عريب بن زيد بن كهلان.
- طيّئ وهو جلهمة بن أدد بن زيد بن يشجب بن عريب بن زيد ابن كهلان.
- مذحج وهو مالك بن أدد بن زيد بن يشجب بن عريب بن زيد بن كهلان.
- خولان وهو فكل بن عمرو بن مالك بن الحارث بن مرّة بن أدد بن زيد بن يشجب بن عريب بن زيد بن كهلان.
- المعافر بن يعفر بن مالك بن الحارث بن مرة ابن أدد بن زيد بن يشجب بن عريب بن زيد بن كهلان.
- عاملة وهو الحارث بن عدي بن الحارث بن مرة بن أدد بن زيد بن يشجب بن عريب بن زيد بن كهلان.
- جذام وهو عمرو بن عدىّ بن الحارث بن مرّة بن أدد بن زيد بن يشجب بن عريب بن زيد بن كهلان.
- لخم وهو مالك بن عدىّ بن الحارث بن مرّة بن أدد بن زيد بن يشجب بن عريب بن زيد بن كهلان.
- كِندَة وهو ثور بن عفير بن عدىّ بن الحارث بن مرّد بن أدد بن زيد بن يشجب بن عريب بن زيد بن كهلان.

#### مشجرة دعبل الخزاعي
كان دعبل الخزاعي أعلم العرب بأنساب كهلان، وقد قسم كهلان كالآتي:
- بنو نبت، وهم:
- كندة بن ثور بن نبت بن مالك بن زيد بن كهلان.[22]
- الأزد بن الغوث بن نبت بن مالك بن زيد بن كهلان.[23]
- أنمار بن دارس بن عمرو بن الغوث بن نبت بن مالك بن زيد بن كهلان.[24]
- بنو أدد، وهو:
  - مذحج بن أدد بن مالك بن زيد بن كهلان.[25]
- بنو ربيعة، وهو:
  - همدان بن أوسلة بن مالك بن أوسلة بن ربيعة بن مالك بن زيد بن كهلان.[26][27]

#### مشجرة ابن قتيبة
قال ابن قتيبة:«كهلان بن سبإ: فولد زيد بن كهلان. وولد زيد: مالك بن زيد، وأدد بن زيد. فولد أدد: طيِّئ بن أدد، والغوث بن أدد. وولد مالك بن زيد بن كهلان: يحابر بن مالك وهو مراد، ومرتع بن مالك، وقرن بن مالك، وخيار بن مالك».
- الأزد بن الغوث بن قرن وهو نبت بن مالك بن زيد بن كهلان.[29]
- كندة بن ثور بن مرتع بن مالك بن زيد بن كهلان.
- صداء بن يزيد بن مرتع بن مالك بن زيد بن كهلان.
- همدان وهم أوسلة بن ربيعة بن خيار بن مالك بن زيد بن كهلان.
- مذحج بن يحابر بن مالك بن زيد بن كهلان.
- طيء والغوث ابني أدد بن زيد بن كهلان.

## الهجرة من جنوب الجزيرة العربية
كانت للقبائل السبائية ومنها كهلان حضارة عريقة في العصور القديمة، وهناك إشارة إلى سبأ في بأنهم كانوا يمارسون الزراعة، والتجارة، وأن قوافلهم التجارية كانت تصل إلى بلاد الهلال الخصيب وذلك نحو 750 ق م، وأنها كانت تسيطر على طريق التجارة الرئيس الذي يربط جنوب غرب الجزيرة العربية بسورية، ومصر، وكان التجار من سبأ ينقلون خير أنواع البلسم، واللبان، والحجارة الكريمة المتنوعة، والذهب، إلى السوق بمدينة صور.
وكان من مظاهر الحياة الزراعية إنشاء سد مأرب، ولمّا تطاول الزمان على هذا السد انهار، فهاجرت على أثر انهياره كثير من قبائل اليمن، وهاجر بعضها قبل انهياره، وأشهر القبائل التي هاجرت من اليمن قبيلة الأزد، فنزل فريق منهم بلاد الشام وأسسوا دولة الغساسنة، ولمجاورتهم دولة الروم اضطروا إلى أن يدينوا لها بالطاعة ويخضعوا لسلطانها. ونزل فريق ثالث بالسَّراة وماجاورها، واستقرّ الأوس والخزرج في يثرب التي عرفت بعدئذ بالمدينة المنورة، وهم الذين نصروا رسول الله ﷺ وأطلق عليهم لذلك لفظ الأنصار، وقد نزلوا يثرب مجاورين ليهودها. وكذلك هاجرت إلى الشمال قبيلة طيء من كهلان بن سبأ، وبنو مرة وفروعهم التي سكنت شمالي الحجاز. غير أن طيء تحولت بعدئذ إلى الشرق، وجاورت بني أسد، وانتزعت منهم جبل شمر، وسكنته قبل الإسلام بقرون. وهاجرت قبيلة لخم وقبائل أخرى إلى العراق وأسسوا دولة المناذرة التي دانت لسلطان دولة فارس المجاورة لهم. ونزلت مكة منذ القديم قبيلة جُرهم وهي من القبائل العربية البائدة، ثم حلّت محلها قبيلة خزاعة اليمنية إلى أن قوي أمر قريش فأخرجتها من مكة.

## انظر ايضًا
- ود (إله)
- يغوث
- طوطم